# Покахонтас (мультфильм)
«Покахонтас» (англ. Pocahontas) — американский анимационный музыкальный исторический драматический фильм 1995 года, основанный на жизни принцессы Поухатан Покахонтас и прибытии английских колониальных поселенцев из Вирджинской компании. Фильм романтизирует встречу Покахонтас с Джоном Смитом и её легендарное спасение его жизни. Он был снят студией Walt Disney Feature Animation (её 33-й полнометражный мультфильм) и выпущен студией Walt Disney Pictures.
Режиссёрами выступили Майк Гэбриел и Эрик Голдберг (в его режиссёрском дебюте), продюсером Джим Пентекост по сценарию, написанному Карлом Биндером, Сюзанной Грант и Филипом Лазебником. Главные роли Покахонтас и Смита озвучили Ирен Бедард и Мел Гибсон, соответственно, второстепенные роли озвучивали Дэвид Огден Стайерс, Рассел Минс, Кристиан Бейл, Мишель Сент-Джон, Джеймс Апомут Фолл, Билли Коннолли, Джо Бейкер, Гордон Тутусис и Линда Хант. Музыка была написана Аланом Менкеном, который также написал песни фильма с автором песен Стивеном Шварцем.
После своего режиссёрского дебюта «Спасатели в Австралии» Гэбриэл придумал фильм во время выходных в День благодарения. Голдберг, который только что закончил работу в качестве аниматора Джинна в «Аладдине», присоединился к Габриэлу в качестве сорежиссёра. Проект разрабатывался одновременно с «Королем Львом» и привлёк большинство лучших аниматоров Disney. Между тем, председатель студии Disney Джеффри Катценберг решил, что фильм должен быть эмоциональным романтическим эпосом в стиле «Красавицы и Чудовища», в надежде, что он также будет номинирован на премию «Оскар» за лучший фильм. Сценаристы Биндер, Грант и Лазебник взяли на себя творческие свободы с сюжетом, пытаясь сделать фильм приятным для зрителей.
Премьера мультфильма состоялась 10 июня 1995 года в Центральном парке и 16 июня в США. Он получил неоднозначную реакцию критиков и зрителей, которые высоко оценили его анимацию, озвучку и музыку, но критиковали его сюжет из-за отсутствия акцента на тон. Исторические неточности и художественная лицензия фильма получили поляризованные отклики. Мультфильм заработал более 346 миллионов долларов в прокате. Фильм получил две награды «Оскар» за лучшую музыкальную или комедийную музыку для Менкена и лучшую песню за песню «Colors of the Wind». По мнению критиков, изображение Покахонтас как сильной героини повлияло на последующие диснеевские фильмы, такие как «Мулан» и «Холодное сердце».

## Сюжет
1606 год. Английский экспедиционный корабль отплывает из Лондона в Новый Свет в поисках золота. Пережив жестокий шторм, команда во главе с губернатором Джоном Рэтклиффом пристаёт к берегам будущей Вирджинии и закладывает форт, ставший впоследствии Джеймстауном. Отважный искатель приключений, капитан Джон Смит отправляется на разведку, где встречает девушку из местного племени индейцев Покахонтас. Чужие друг другу, они, тем не менее, сумели найти общий язык.
Интерес к бледнолицым пришельцам вскоре проявляет и остальное племя, ещё недавно пережившее войну с соседями. Пока команда поселенцев безуспешно ищет на побережье золото (за счёт которого тщеславный губернатор надеется заработать репутацию и богатство), индейские разведчики непреднамеренно вступают в схватку с чужаками. После стычки вождь племени Поухатан принимает решение призвать на помощь дружественное племя и прогнать поселенцев.
Покахонтас и Джон Смит тем временем продолжают тайно встречаться. Их дружба вскоре перерастает во влюблённость, несмотря на тот факт, что девушка уже обручена с лучшим воином племени Кокумом. У жениха начинаются подозрения, и он по подсказке лучшей подруги Покахонтас Накомы тайно следит за девушкой и застает её в объятиях бледнолицего. В гневе он пытается убить Джона, но его смертельно ранит самый молодой колонист из команды Томас, посланный Рэтклиффом тайно следить за капитаном. В результате Джон Смит оказывается в плену индейцев и приговаривается к казни на следующее утро, что станет началом войны с поселенцами.
Томас спешно возвращается в форт и рассказывает о случившемся команде. Рэтклифф, отчаявшийся было найти золото обычными способами и всё больше теряющий доверие команды, решает использовать инцидент в своих интересах. Вооруженные индейцы и англичане прибывают на место казни, Поухатан готовиться убить пленника, но его останавливает Покахонтас, убедившая отца не развязывать войну. Вняв уговорам дочери, вождь приказывает освободить Джона Смита, но Рэтклифф, вопреки отказу колонистов атаковать, самолично стреляет в вождя. Джон Смит вовремя закрывает отца Покахонтас своим телом, получая тяжёлую рану, а колонисты, разочаровавшиеся в своем губернаторе, разоружают и арестовывают его. Раненого Джона Смита решено везти в Англию для лечения, племя доброжелательно провожает команду, а Покахонтас прощается с любимым, надеясь на скорую встречу.

## Роли озвучивали
- Джо Бейкер — Лон, английский поселенец, колонист, солдат
- Кристиан Бейл — Томас Гейтс, английский солдат, колонист, лучший друг и сообщник Джона Смита
- Ирен Бедард — Покахонтас (речь) - индейская принцесса и главная героиня фильма
- Билли Коннолли — Бенн, английский поселенец из экспедиции компании "Верджиния", колонист, солдат, лучший друг Лона
- Джим Каммингс — Кеката (вокал), служитель вождя племени индейцев, шаман
- Джеймс Апомут Фолл — Кокум - лучший воин племени индейцев, жених Покахонтас
- Мел Гибсон — Джон Смит - английский поселенец, капитан, возлюбленный Покахонтас
- Линда Хант — Бабушка Ива - дерево, духовная наставница Покахонтас
- Джон Кассир — Мико, енот, помощник, друг Покахонтас
- Джуди Кун — Покахонтас (вокал) - индейская принцесса и главная героиня фильма
- Дэнни Мэнн — Перси - домашний пёс губернатора Джона Рэтклиффа
- Рассел Минс — Поухатан, вождь племени индейцев, отец Покахонтас
- Дэвид Огден Стайерс — Джон Рэтклифф, губернатор Вирджинии и главный антагонист / Уиггинс, его лейтенант
- Мишель Сент-Джон — Накома, индейская девушка, лучшая подруга Покахонтас
- Гордон Тутусис — Кеката (речь) - служитель вождя племени индейцев, шаман
- Фрэнк Уэлкер — Флит, птица-колибри, друг Покахонтас
- Брайан Каммингс — скунс (skunk) • лось • волк • дятел (в титрах не указан)